# دانبرووکا پولسکا
دانبرووکا پولسکا (به لهستانی:  Dąbrówka Polska) یک روستا در لهستان است که در گمینا بانگه مازورسکیه واقع شده‌است. دانبرووکا پولسکا ۱۲۰ نفر جمعیت دارد.